# Designstudie

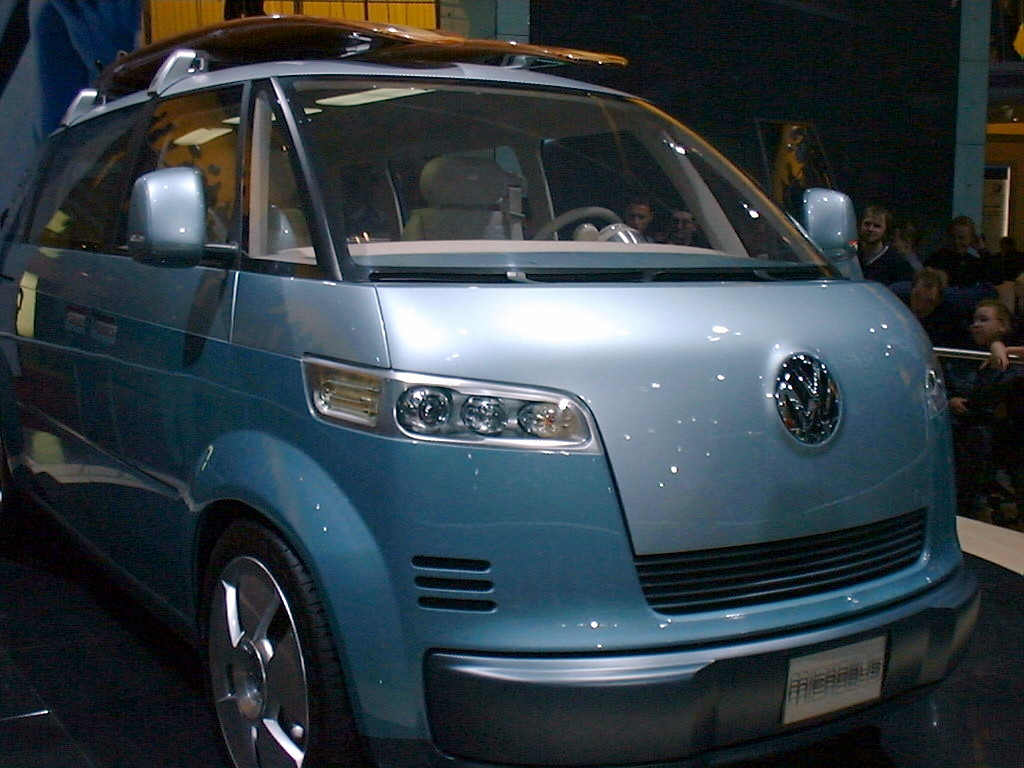
Designstudie VW Microbus auf der IAA 2001

Eine Designstudie (auch Konzeptstudie genannt) ist ein Gegenstand, der von einem Designer entworfen und gefertigt wurde, um ein möglichst radikales Konzept dem Publikum, etwa auf einer Ausstellung, vorzustellen und aufgrund der Reaktion der potentiellen Käufer oder der professionellen Kritiker abzuschätzen, was von dieser Studie in eine Serienfertigung übernommen werden kann.
Designstudien sind insbesondere bei Konsum- und Luxusgütern ein gängiger Weg, die Marktfähigkeit eines Entwurfes zu beurteilen. Bei Kraftfahrzeugherstellern spricht man von Konzeptfahrzeugen.

## Merkmale und Umfang
Designstudien umfassen die Untersuchung sowohl der Designpraktiken als auch der externen Auswirkungen von Designaktivitäten auf Gesellschaft, Kultur und Umwelt. Susan Yelavich erklärte Designstudien als „zwei breite Perspektiven - eine, die sich nach innen auf die Natur des Designs konzentriert und eine, die nach außen auf die Umstände blickt, die es prägen, und umgekehrt, dass sich die Umstände des Designs absichtlich oder nicht absichtlich ändern“. Dieser doppelte Aspekt spiegelt sich in den komplementären Orientierungen der beiden führenden Fachzeitschriften wider: Design Studies (gegründet 1979) ist „die interdisziplinäre Zeitschrift für Designforschung“ und konzentriert sich auf die Entwicklung eines Verständnisses für Designprozesse. Design Issues (gegründet 1984) „untersucht Designgeschichte, -theorie und -kritik“ und „provoziert eine Untersuchung der kulturellen und intellektuellen Fragen rund um Design“.
Designstudien, ein interdisziplinäres Feld, stützen sich auf viele wissenschaftliche Paradigmen und beinhalten eine Reihe sich entwickelnder Methoden und Theorien, die von Schlüsseldenkern aus dem Bereich selbst, aber auch aus verschiedenen verwandten Bereichen der Geistes-, Sozial- und Naturwissenschaften stammen. Es betrachtet Design selbst auch als eigenständige Disziplin.
Designstudien erkennen an, dass Design als Praxis nur eine Facette eines viel größeren Paradigmas ist. Es untersucht und hinterfragt die Rolle von Design bei der Gestaltung vergangener und gegenwärtiger persönlicher und kultureller Werte, insbesondere im Hinblick darauf, wie sie die Zukunft gestalten.
Der große Umfang der Designstudien wird in zwei Lesungen vermittelt: „Design Studies: A Reader“ ist eine Zusammenstellung von Auszügen aus klassischen Schriften, die den Grundstein für das Gebiet gelegt haben, und „The Routledge Companion to Design Studies“. enthält neuere Schriften zu einer Vielzahl von Themen wie Geschlecht und Sexualität, Konsum und Verantwortung, Globalisierung und Postkolonialismus.

## Ursprung und frühe Entwicklung
Die Ursprünge von Designstudien liegen in der raschen Ausweitung von Themen rund um das Design seit den 1960er Jahren, einschließlich seiner Rolle als akademische Disziplin, seiner Beziehungen zum technologischen und sozialen Wandel sowie seiner kulturellen und ökologischen Auswirkungen. Als Studiengebiet entwickelte es sich insbesondere in der Entwicklung der Interaktion zwischen Designgeschichte und Designforschung. Debatten über die Rolle der Designgeschichte und die Natur der Designforschung aus den 1970er und 80er Jahren wurden 1992 zusammengeführt, als Victor Margolin in der Zeitschrift Design Studies für die Einbeziehung der Designgeschichte in die Designforschung in einem kombinierten Ansatz für das Studium von argumentierte Design. Margolin bemerkte die „dynamischen Überschreitungen intellektueller Grenzen“, wenn er die Entwicklungen in beiden Bereichen zu dieser Zeit betrachtete, und definierte Designstudien als „das Untersuchungsfeld, das sich mit Fragen befasst, wie wir Produkte in unserem täglichen Leben herstellen und verwenden und wie wir dies getan haben.“
Margolins Argumentation löste Gegenargumente und andere Vorschläge aus, was Designgeschichte ausmacht und wie das Studium des Designs als etwas mehr als eine berufliche Praxis charakterisiert werden kann. In einer Antwort auf Margolin im Journal of Design History argumentierte Adrian Forty, dass die Designgeschichte stets eine wichtige Rolle bei der Untersuchung von Fragen zur Qualität des Designs gespielt habe und bereits neue Gedankengänge, beispielsweise aus den Bereichen Kulturwissenschaften und Anthropologie, aufgreife. Die wachsende Debatte führte 1995 zu einer Sonderausgabe der Zeitschrift Design Issues, in der die Aufmerksamkeit auf „einige der Kontroversen und Probleme gerichtet wurde, die mit der scheinbar einfachen Aufgabe verbunden sind, die Geschichte des Designs zu erzählen“.
Eine Verlagerung von der Designgeschichte hin zu Designstudien entwickelte sich weiter, als die überlappenden Forschungsmethoden und -ansätze für das Designdesign zu umfassenderen Fragen nach Bedeutung, Autorität und Macht führten. Die Erkenntnis kam, dass Designgeschichte „nur eine Komponente dessen ist, was im Studium des Designs vor sich geht, und zu behaupten, dass alles, was jetzt passiert, den Überbegriff“ Designgeschichte „verwenden könnte, ist nicht haltbar“.

## Forschungsmethoden

### Design Ethnographie
Diese Form der Forschung erfordert, dass der Wissenschaftler an der Verwendung eines entworfenen Objekts oder Systems teilnimmt oder die Verwendung durch andere beobachtet. Designbasierte Ethnographie ist zu einem gängigen Instrument geworden, bei dem Design als soziale Praxis betrachtet wird. Es beschreibt einen Prozess, in dem ein Forscher an der traditionellen Ethnographie im Stil von Beobachtern teilnimmt und potenzielle Benutzer bei vollständigen Aktivitäten beobachtet, die Gestaltungsmöglichkeiten und -lösungen aufzeigen können. Andere ethnografische Techniken, die von Designwissenschaftlern verwendet werden, würden eher der Verwendung dieser Methode durch Anthropologen entsprechen. Diese Techniken sind beobachtende und teilnehmende Ethnographie. Der Beobachtungsstil erfordert, dass der Studienleiter unauffällig beobachtet. Beobachtungen werden aufgezeichnet und weiter analysiert. Der Teilnehmerstil erfordert, dass der Schüler an den Aktivitäten mit seinem Fach teilnimmt. Diese Taktik ermöglicht es dem Gelehrten, aufzuzeichnen, was er sieht, aber auch, was er selbst erlebt.

### Akteur-Netzwerk-Theorie
Wenn es sich um eine umfassendere Theorie oder ein umfassenderes Konzept handelt, kann die Actor-Network-Theorie von Designwissenschaftlern als Forschungsvariante verwendet werden. Bei Verwendung dieser Methode bewerten die Wissenschaftler ein entworfenes Objekt und berücksichtigen die physischen und nichtphysischen Wechselwirkungen, die sich um das Objekt drehen. Der Wissenschaftler wird analysieren, welche Auswirkungen das Objekt auf psychologische, gesellschaftliche, wirtschaftliche und politische Welten hat. Dieser erweiterte Blickwinkel ermöglicht es dem Forscher, die Objekte in vielen Interaktionen zu untersuchen und abzubilden, ihre Rolle innerhalb des Netzwerks zu identifizieren und auf welche Weise er mit Stakeholdern verbunden ist.

### Semiotik, rhetorische Analyse und Diskurstheorie
Wissenschaftler für Designstudien können ein entworfenes Objekt oder System auch analysieren oder erforschen, indem sie es in Bezug auf Bilder und ihre verschiedenen Bedeutungen untersuchen. Semiotik basiert auf Repräsentation und Sinnfindung und ist ebenso relevantes Design wie ein Kommunikationsakt zwischen dem Designer, dem Objekt und dem Benutzer oder den Benutzern. Dieses Konzept verzweigt sich in eine rhetorische Analyse des entworfenen Dings. Wissenschaftler wie Richard Buchanan argumentieren, dass Design aufgrund des Vorhandenseins eines Designarguments so untersucht werden kann. Das Designargument besteht aus dem Designer, dem Benutzer und der Anwendbarkeit auf das „praktische Leben“. Der Wissenschaftler würde diese Segmente auseinanderziehen und jede Komponente und ihre Wechselwirkungen gründlich analysieren. Schließlich kann der Designwissenschaftler eine Diskursanalyse oder eine Foucaultsche Diskursanalyse anwenden, um die oben genannten Komponenten weiter zu untersuchen. Ein Foucauldian-Ansatz analysiert speziell die Machtstrukturen, die von einem entworfenen Objekt oder Objekt eingerichtet, manipuliert oder verwendet werden. Dieser Prozess kann besonders nützlich sein, wenn der Gelehrte verstehen möchte, ob das entworfene Objekt eine Agentur hat oder es anderen ermöglicht, eine Agentur zu haben.